# ARM Cortex-A78
ARM Cortex-A78是一個基於ARMv8.2-A64位指令集架構設計的中央處理器以及ARM內核。由安謀控股旗下奧斯汀設計中心的奧斯汀團隊設計。

## 設計
ARM Cortex-A78是ARM Cortex-A77的繼任產品，比上一代節能多達50%。A78可以與 DynamIQ技術中的ARM Cortex-X1和ARM Cortex-A55配對，以提供較高的性能和能效比。
ARM Cortex-A78擁有四條超純量亂序執行解碼流水線並包含1.5K macro-OP（MOPs）緩存。A78每個週期可以獲取4條指令和6Mops，並且每個週期可以重命名和調度6Mops和13µops（Micro-operation）。亂序執行窗口大小為160位，後端有13個執行端，流水線深度為13個階段，執行延遲（execution latencies）為10個階段。
標準ARM Cortex-A78方案在 2.1 GHz (5 nm) 的情況下，比上一代Cortex-A77：
- 性能提高7%
- 功耗降低4%
- 面積減少5%，令在四核集群的情況下提供給GPU和NPU區域面積增加了15%。

ARM Cortex-A78支持ARM DynamIQ技術，令在設計多核產品時更加靈活和增加擴展性。L1緩存可以從64KB減至更小的32KB。為了抵消更小L1內存所帶來的影響，分支預測器需要更好地覆蓋不規則的搜索模式，並且能夠在每個週期跟踪兩個採用的分支，從而減少L1緩存未命中的問題並有助於隱藏流水線氣泡（pipeline bubbles）以保持內核持續運作。與A77相比，流水線長了一個週期，並且是每週期6條指令的設計。這確保A78可以達到3GHz左右的時鐘頻率。 
ARM還在A78的執行單元中加個整數乘法單元和一個額外的負載地址生成單元 (Address Generation Unit，AGU)，以將數據負載和帶寬都增加50%。A78的其他優化包括增加融合指令，指令調度程序、寄存器重命名結構和重排序緩衝區的效率。
L2緩存最高可達512KB，並具有雙倍帶寬以提高性能，而L3緩存最高可達4MB，是前幾代 Cortex-A產品的兩倍。動態共享單元 (Dynamic Shared Unit，DSU) 還允許和共享ARM Cortex-X1 8MB配置。

## 對外授權
ARM Cortex-A76可作為半導體IP核授權給被許可方（例如高通和聯發科），其設計使其適合與其他IP內核（例如 GPU、數位訊號處理器（DSP）、顯示控制器）集成到一個片上系統（SoC）中。

## 上市產品
2020年11月，Cortex-A78首次用於三星Exynos 1080以及之後的2020年12月的三星Exynos2100。驍龍888中使用的是定制Kryo680 Gold內核并基於Cortex-A78微架構。
上市產品分別還有：
- Samsung Exynos 1080
- Samsung Exynos 2100
- Qualcomm Snapdragon 695
- Qualcomm Snapdragon 778G(+)/780G
- Qualcomm Snapdragon 888(+)
- MediaTek Dimensity 900/920
- MediaTek Dimensity 1100
- MediaTek Dimensity 1200/1300
- MediaTek Dimensity 8000/8100
- MediaTek Kompanio 900T
- MediaTek Kompanio 1200
- MediaTek Kompanio 1380
- MediaTek Kompanio 1300T